# عدو ريفي
العدو الريفي أو جري اختراق الضاحية أو سباق اختراق الضاحية هو سباق يجري على طريق متاخم بقدر الإمكان لأرض العراء مثل الريف الفسيح والحقول والمروج والمراعي، وتشتمل الطريق على نسبة من الأراضي المحروثة، أما إذا اخترق الطريق غابات فلا بد من وضع علامات ظاهرة لمساعدة المتسابقين كما يجب تجنب تقاطع الطرق بقدر الإمكان، وغالبا ما تقام تظاهرات العدو الريفي في فصل الخريف أو الشتاء.
يقوم كل سنة الإتحاد الدولي لألعاب القوى بتنظيم بطولة العالم للعدو الريفي منذ سنة 1973

## المسافات
- مسافات السباق بالنسبة للكبار يجب ألا تقل عن 7 كلم ولا تزيد عن 14 كلم
- بالنسبة للناشئين يجب أن لا تقل مسافة السباق عن 5 كلم ولا تزيد عن 10 كلم
- بالنسبة للنساء يجب أن لا تقل المسافة عن 2 كلم لا تزيد عن 5 كلم

أما بالنسبة لسباقات بطولة العالم للعدو الريفي فيجب أن تكون المسافة على النحو التالي:
- سباقات العدو الطويل رجال (12 كلم) فردي وفرق
- سباقات العدو الطويل نساء (8 كلم) فردي وفرق
- سباقات العدو للشباب فتيان (8 كلم) فردي وفرق
- سباقات العدو للشباب فتيات (6 كلم) فردي وفرق

## وصلات خارجية
ألبوم صور بطولة العالم للعدو الريفي 2009 بعمان